# آيت علي أويحيا (إيشواون)
آيت علي أويحيا هو دُوَّار يقع بجماعة واد إفران، إقليم إفران، جهة فاس مكناس في المملكة المغربية. ينتمي الدوّار لمشيخة إيشواون التي تضم 3 دواوير. يقدر عدد سكانه بـ 296 نسمة حسب الإحصاء الرسمي للسكان والسكنى لسنة 2004.

## وصلات خارجية
- البوابة الوطنية للجماعات الترابية
- المندوبية السامية للتخطيط